# Red Rock (hrabstwo Apache)
Red Rock – jednostka osadnicza w Stanach Zjednoczonych, w stanie Arizona, w hrabstwie Apache.